# Velodrom Prostějov
Velodrom Prostějov stojí v severní části Prostějova ve sportovním areálu.

## Historie
Začátek sportovní cyklistiky v Prostějově se datuje k 1. listopadu 1885, kdy byl založen Český klub velocipedistů (ČKV). Klub provozoval cyklistiku, cykloturistiku, krasojízdu a bicyklebal (kolovou); jeho prvním předsedou se stal Karel rytíř z Chmelařů a prvním náčelníkem Ferdinand Wolker, otec básníka Jiřího Wolkera. 15. července 1898 byl založen druhý klub – Český občanský klub cyklistů.
Velodrom se začal stavět až začátkem 60. let 20. století - otevřen byl roku 1967 zároveň s mezinárodním utkáním juniorů ČSSR - NSR.
V srpnu 2019 se konal jubilejní 20. ročník Grand Prix Prostějov – Memoriál Otmara Malečka, který je zařazen v kalendáři UCI jako závod kategorie CL1.

### Cyklisté
- Vladimír Vačkář (*1949), desetinásobný mistr republiky a čtyřnásobný mistr světa ve sprintérských soutěžích
- Pavel Soukup, mistr světa v závodě družstev
- Vratislav Šustr, mistr republiky a účastník mistrovství světa a olympiády

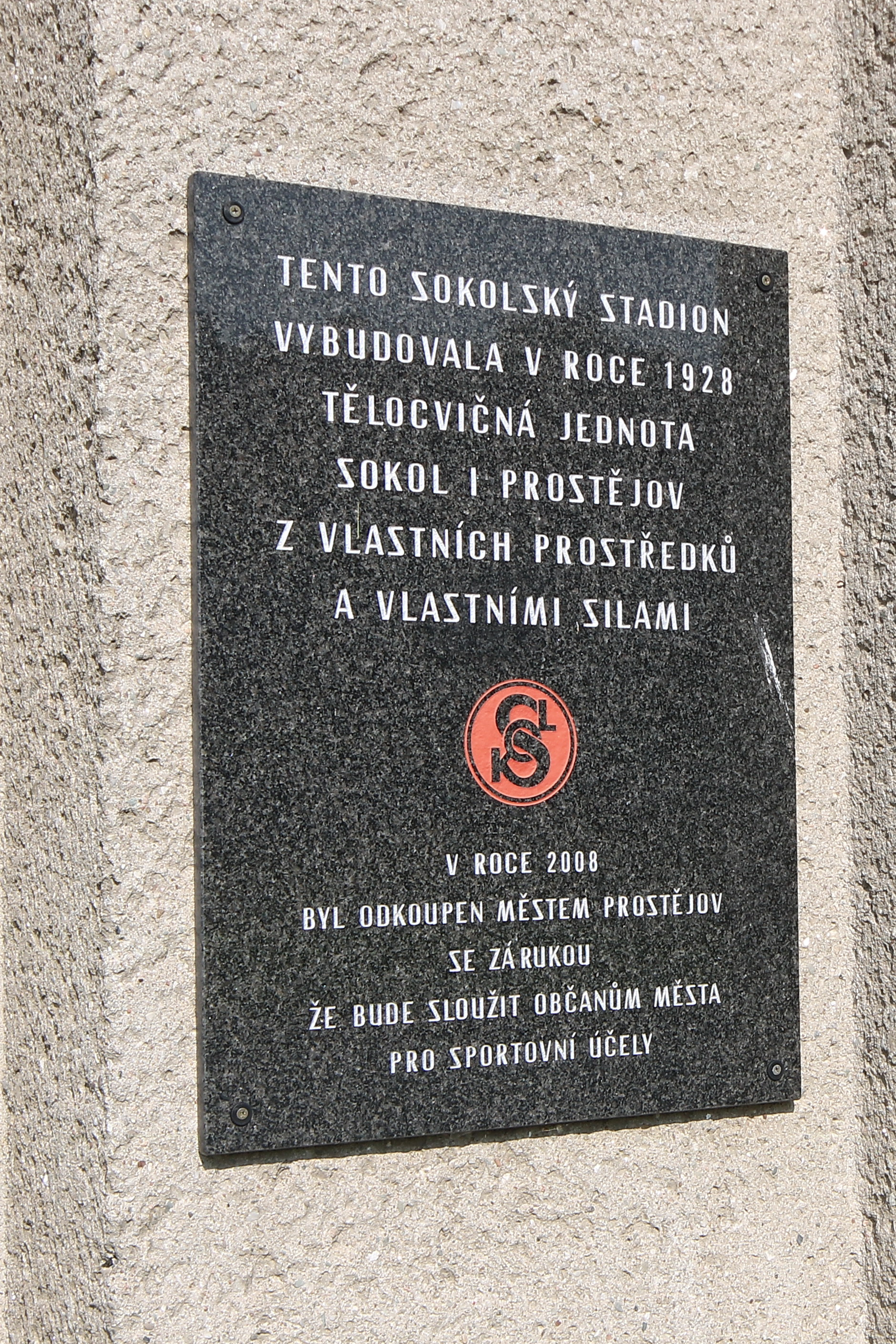
Pamětní deska u vstupu do areálu